# Stojan Vranješ
Stojan Vranješ (in serbo Стојан Врањеш?; Belgrado, 22 giugno 1985) è un calciatore serbo naturalizzato bosniaco, centrocampista del Borac Banja Luka.

## Palmarès

### Club

#### Competizioni nazionali
- Campionato rumeno: 1

CFR Cluj: 2011-2012
- Coppa di Bosnia: 1

Borac Banja Luka: 2009-2010
- Campionato polacco: 1

Piast Gliwice: 2018-2019
- Campionato bosniaco: 2

Borac Banja Luka: 2020-2021, 2023-2024